# Jumeirah Lake Towers
Jumeirah Lakes Towers (JLT) (tiếng Ả Rập: أبراج بحيرات الجميرا) là một khu phát triển lớn ở Dubai, Các Tiểu vương quốc Ả Rập thống nhất bao gồm 80 tháp được xây dựng dọc theo các cạnh của ba hồ nhân tạo (Hồ Tây Almas, Hồ Đông Almas, Hồ JLT) cũng như JLT Embankment với 8 tháp phải đối diện với quần đảo Jumeirah. Ban đầu JLT có 4 hồ (Hồ Tây Almas, hồ Đông Almas, hồ Elucio, hồ Allure), vào cuối năm 2012 nhà phát triển (DMCC) thông báo rằng hồ Elucio sẽ là hồ thoát nước và công viên 55.000 mét sẽ được tạo ra để thay thế. Sau đó, Hồ Allure đã được đổi tên thành hồ JLT. Tổng diện tích được bao phủ bởi các hồ, đường thủy và cảnh quan sẽ là 730.000 mét vuông. Các tòa tháp sẽ có từ 35 tầng đến 45, ngoại trừ trung tâm (tháp Almas) là 66 tầng. Tòa tháp cao nhất và trung tâm của toàn bộ khu phức hợp là tháp Almas nằm trên hòn đảo riêng giữa hồ Tây Almas và hồ Đông Almas.
Việc hoàn thành tháp Saba vào tháng 12 năm 2006 đã đánh dấu tòa tháp đầu tiên được hoàn thành tại Jumeirah Lakes Towers. Phần lớn công trình xây dựng diễn ra vào năm 2008. Vào tháng 4 năm 2011, hơn 80% tháp trong JLT đã được tuyên bố đã hoàn thành. Tính đến tháng 6 năm 2015, đã có báo cáo vẫn còn 11 tòa tháp hoặc là không được hoàn tác do cuộc khủng hoảng năm 2009 hoặc vẫn đang được xây dựng trong JLT. Nổi bật nhất trong số này là tháp Wind 1 và tháp Wind 2 là một phần của cụm B và ngay trên đường Sheikh Zayed - chúng đang được xây dựng từ hơn 12 năm.

## Các cụm
Các tháp trong JLT được tổ chức thành 26 cụm ba tên từ A đến Z, mỗi cụm có bãi đậu xe riêng và bờ sông riêng.

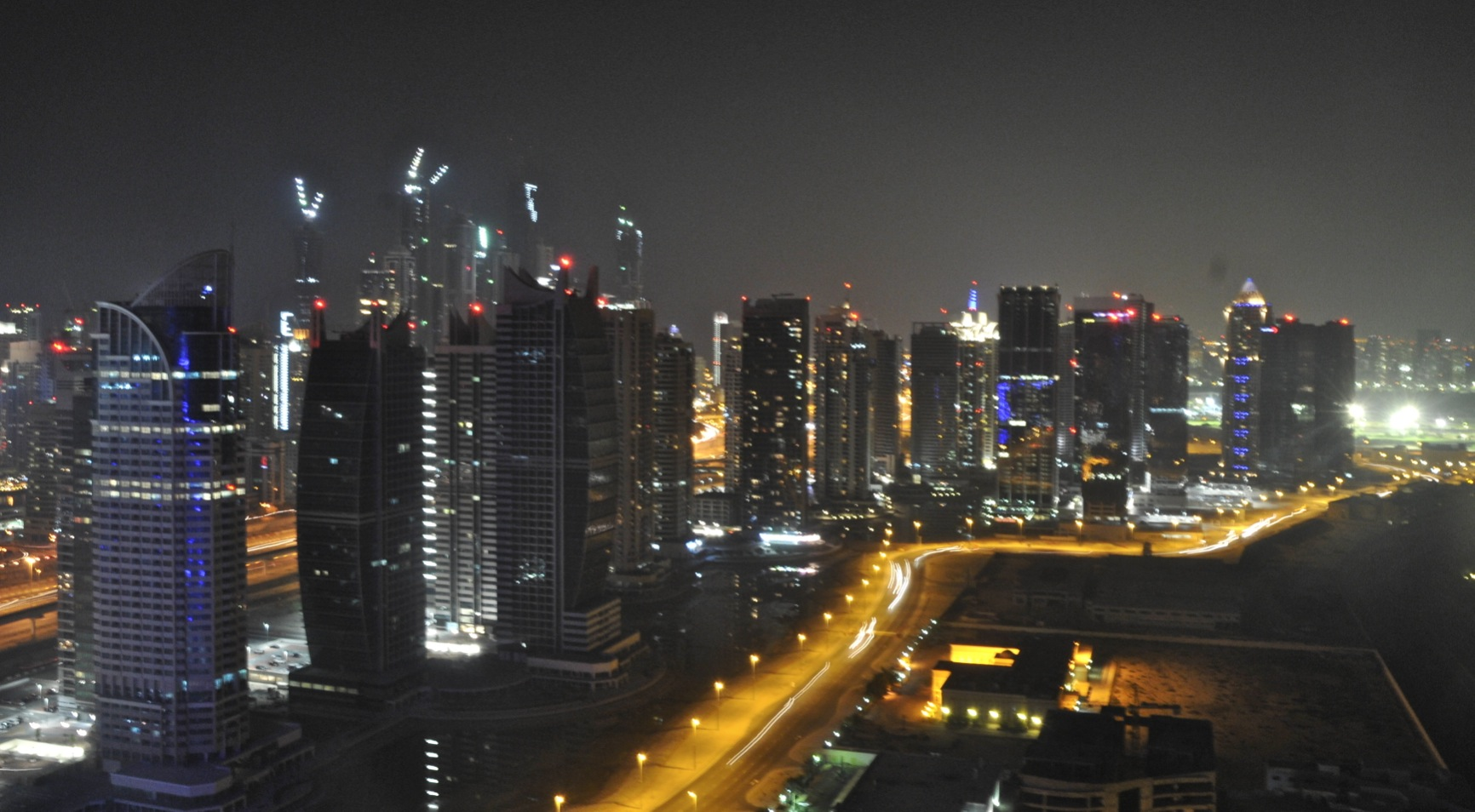
Jumeirah Lake Towers về đêm

## Danh sách tháp JLT
| Cụm   | Cụm tháp thứ nhất             | Cụm tháp thứ hai                       | Cụm tháp thứ ba                  |
| ----- | ----------------------------- | -------------------------------------- | -------------------------------- |
| A     | A1 - Dubai Gate 2             | A2 - Khách sạn và Khu dân cư Mövenpick | A3 - Khu dân cư Lake Side        |
| B     | B1 - Tháp Wind II             | B2 - Lake View                         | B3 - Tháp Wind I                 |
| C     | C1 - Tháp Fortune             | C2 - Gold Crest Executive              | C3 - The Palladium               |
| D     | D1 - Tháp Indigo              | D2 - Lake Terrace                      | D3 - Tháp Lake City              |
| E     | E1 - Global Lake View         | E2 - Tháp Al Shera                     | E3 - Tháp Saba 1                 |
| F     | F1 - Tháp Bobyan              | F2 - Tháp HDS                          | F3 - Indigo Icon                 |
| G     | G1 - Tháp Dubai Arch Tower    | G2 - Trung tâm Kinh doanh Jumeirah     | G3 - JBC 9                       |
| H     | H1 - JBC 7                    | H2 - Concorde                          | H3 - JBC 8                       |
| I     | I1 - Tháp Silver              | I2 - Tháp Platinum                     | I3 - Tháp Gold                   |
| J     | J1 - Goldcrest Views 2        | J2 - Tháp Mohammed Ibrahim             | J3 - Tháp Bonnington             |
| K     | K1 -                          | K2 - IGO 101                           | K3 -                             |
| L     | L1 - JBC 6                    | L2 - Tháp Dubai Star                   | L3 - Icon II                     |
| M     | M1 - Trung tâm Kinh doanh HDS | M2 - M2                                | M3 - Icon I                      |
| N     | N1 - Tháp Dome                | N2 - Tháp Lake Point                   | N3 - JBC 4                       |
| O     | O1 - Tháp Reef                | O2 - Khu dân cư O2                     | O3 - Tháp Madina                 |
| P     | P1 - Armada 1                 | P2 - Armada 2                          | P3 - Armada 3                    |
| Q     | Q1 - SABA 3                   | Q2 - Dubai Gate 1                      | Q3 - SABA 2                      |
| R     | R1 - Al Waleed Paradise       | R2 - Tháp MAG 214                      | R3 - Tháp Al Saqran              |
| S     | S1 - Tháp Green Lakes 1       | S2 - Tháp Green Lakes 2                | S3 - Tháp Green Lakes 3          |
| T     | T1 - Tháp Fortune Executive   | T2 - 1 Lake Plaza                      | T3 - Tháp Pullman Jumeirah Lakes |
| U     | U1 - Tháp Al Seef 3           | U2 - Tháp Al Seef 2                    | U3 - Tháp Tamweel                |
| V     | V1 - JBC 2                    | V2 - Goldcrest Views 1                 | V3 - Tháp V3                     |
| W     | W1 - JBC 5                    | W2 - Tháp Tiffany                      | W3 - Căn hộ khách sạn Oaks       |
| X     | X1 - Jumeirah Bay X1          | X2 - Jumeirah Bay X2                   | X3 - Jumeirah Bay X3             |
| Y     | Y1 - JBC 3                    | Y2 - Tháp Lakeshore                    | Y3 - Tháp Swiss                  |
| Z     | Z1 - Căn hộ Jumeirah Lake     | Z2 - Khách sạn Anantara                | Z3 - Jumeirah Lake Offices       |
| AA    | AA1 - Business Avenue         | AA2 - Tháp Amesco                      | AA3 - Tháp Corporate             |
| BB    | BB1 - Business Avenue         | BB2 - Business Avenue                  | BB3 - SABA 4                     |
| JLTFZ | Tháp Almas                    |                                        |                                  |

## Khách sạn và căn hộ khách sạn
Ban đầu, có ba khách sạn đang hoạt động tại Jumeirah Lakes Towers, lần đầu tiên là tháp Bonnington Jumeirah Lakes, tòa nhà thứ hai là Khách sạn Armada Bluebay mở cửa vào tháng 9 năm 2014 và khách sạn thứ ba là Tháp Movenpick Jumeirah Lakes. Việc bổ sung gần đây là Tháp Pullman Jumeirah Lakes, đưa số lượng khách sạn ở Jumeirah Lakes Towers lên bốn.

## Cơ sở y tế
Trung tâm Y tế Armada là một phần của Tập đoàn Armada nằm trong cụm P tháp Armada là cơ sở y tế đầu tiên và lớn nhất được khai trương tại Jumeirah Lakes Towers, tiếp theo là Trung tâm Y tế Life (Cụm V, JBC 2), Trung tâm Y tế Aster (Red Diamond), Trung tâm Y tế "K" (Cụm F, Tháp Indigo Icon) và Phòng khám Chẩn đoán Tối ưu (Cụm X, tháp Jumeirah Bay X3).

## Almas và kinh doanh nữ trang
Trung tâm là tòa nhà Almas (tiếng Ả Rập cho "kim cương") bao gồm các tầng và nhà ở, trụ sở chính của Trung tâm Hàng hóa Đa quốc gia Dubai (DMCC) cũng như Sở giao dịch Kim cương Dubai. Tầng hầm của tòa tháp có mái vòm kim cương.

## Trường đại học
Hiện tại có hai trường đại học ở Jumeirah Lake Towers. Một trường được gọi là Đại học Kinh tế và Tài chính Saint Petersburg, nằm trong cụm P tháp Armada và đại học thứ hai là Khuôn viên Đại học Synergy Dubai nằm trong cụm I, tháp Platinum, cung cấp các chương trình Cử nhân, Thạc sĩ và Quản trị Kinh doanh.

## Dân số và cơ sở vật chất
Dự án được ước tính có dân số khoảng 60.000 người và dân số làm việc khoảng 120.000 người khác; nó sẽ bao gồm 5 sân chơi cho trẻ em, 3 nhà thờ Hồi giáo, một công viên rộng 55.000 mét vuông (được làm trên hồ Elucio trong 2013-2014), một đồn cảnh sát, một trạm phòng thủ dân sự, một bệnh viện và các cơ sở khác.
Có hai trạm tàu điện ngầm Dubai có sẵn dọc theo địa điểm: trạm Dubai Marina và trạm Jumeirah Lakes Towers.

## Hỏa hoạn
Vào ngày 18 tháng 1 năm 2007, hai công nhân đã thiệt mạng và ít nhất 40 người bị thương khi một đám cháy xảy ra trong tòa tháp Fortune đang được xây dựng vào thời điểm đó. Tòa nhà của Fortune Tower sau bị trì hoãn trong vài tháng.
Ngoài ra, có một đám cháy nhỏ hơn được báo cáo tại khu vực tiếp tân của tháp Tamweel trong cụm U. Chấn thương duy nhất được báo cáo là một trẻ sơ sinh được đưa đến bệnh viện để được điều trị do hít khói nhẹ.
Bộ phận pháp y cảnh sát Dubai đã phát hiện những một vụ cháy vào đầu giờ ngày 18 tháng 11 năm 2012. Theo báo cáo, ngọn lửa bắt đầu ở phía sau của tòa nhà ở tầng trệt, nơi chất thải đã được chất đống bởi những người lao động làm việc trên một cửa hàng trong tòa nhà. Các vật liệu phế thải chứa giấy tờ, băng và gỗ làm nhiên liệu cho ngọn lửa lây lan.
JLT bao gồm tháp Al Seef, một cụm ba tòa nhà chung cư. Một trong số đó, tháp Tamweel, bị hỏa hoạn vào tháng 11 năm 2012. Tháp đã được sửa chữa xong vào cuối năm 2016.
Vào ngày 22 tháng 4 năm 2018, một đám cháy xảy ra ở tháp Almas và tất cả cư dân đã được sơ tán, không có thương tích nào được báo cáo theo các báo cáo của Bộ Quốc phòng Dubai.